# Пауль Клінґенбурґ
Пауль Клінґенбурґ (нім. Paul Klingenburg, 19 жовтня 1907 — 10 вересня 1964) — німецький ватерполіст.
Срібний призер Олімпійських Ігор 1936 року.